# لوسي ديفيس (فارسة)
لوسي ديفيس (بالإنجليزية: Lucy Davis)‏ هي فارسة ‏ أمريكية، ولدت في 22 أكتوبر 1992 في لوس أنجلوس في الولايات المتحدة.

## وصلات خارجية
- لوسي ديفيس على موقع الاتحاد الدولي للفروسية (الإنجليزية)
- لوسي ديفيس على موقع FEI (رابط بديل) (الإنجليزية)
- لوسي ديفيس على موقع أوليمبيديا (الإنجليزية)